# Чешейко-Сохацкий, Ежи
Ежи Чешейко-Сохацкий (пол. Jerzy Czeszejko-Sochacki; псевдонимы — Братковский, Брузда, Конрад и др.; 29 ноября 1892, Нежин, Черниговская губерния — 4 сентября 1933, Москва) — деятель польского рабочего движения, публицист.

## Биография
Родился 29 ноября 1892 в городе Нежин Черниговской губернии. Сын Вацлава Чешейко-Сохацкого, фармацевта, и Валерии, урожденной Богуславской. Метрическое свидетельство хранится в архиве Петербургского университета. Род Чешейко-Сохацких, согласно польским гербовникам, известен с первой половины XVI века, это была мелкопоместная шляхта. Валерия Богуславская — дочь писателя Эдварда Войцеха Богуславского; брат её, Эдвард Ромуальд Богуславский, был известным в своё время историком; сестра, Мария Богуславская,- автор книг для детей и юношества (Обо всех троих есть большие заметки в довоенном многотомном «Польском биографическом словаре»). В 1893 родители Е. Чешейко-Сохацкого переехали в г. Двинск Витебской губернии (ныне Даугавпилс в Латвии), где купили дом и аптеку. (В справочнике «Вся Россия» за 1903 год владельцами аптеки в Двинске значатся Э. Э. Богуславский — то есть брат Валерии — и В. В. Чешейко-Сохацкий).
В газете «Двинский листок» В.и В. Чешейко-Сохацкие, то есть Вацлав и Валерия, не раз упоминаются как жертвователи для бедных. В Двинске Ежи окончил реальное училище. В 1911—1915 учился на юридическом факультете Петербургского (Петроградского) университета, участвовал в студенческом движении. Был одним из организаторов в университете научного общества студентов-поляков, председателем общества студенты попросили стать профессора Бодуэна де Куртенэ. Сотрудничал в петербургской (петроградской) польскоязычной газете «Дзенник петерсбурски» (с 1914 — «Дзенник петрогродски»), первые корреспонденции в эту газету, о жизни двинских поляков, посылал ещё из Двинска, с 1909. В этой газете и в приложении к ней «Глос млодых» писал под псевдонимами, под инициалами J.Cz-S, под полным именем J. Czeszejko-Sochacki. С 1914 член польской социалистической партии (ППС), занимался организационной работой, публиковал статьи в прессе ППС. В 1917/1918 преподавал историю в варшавской гимназии, в 1918/1919 в учительской семинарии в Сеннице близ Варшавы. Весной 1919 был избран генеральным секретарем ППС. Выступал против участия ППС в правительстве. В марте 1921 вышел из ППС. В сентябре 1921 вступил в нелегальную компартию Польши (КПП), был кооптирован в её ЦК. В 1926—1928 — депутат польского сейма от КПП, известный оратор левых, выступал в сейме в защиту национальных меньшинств, выступал на митингах в разных городах Польши. В марте 1927 выступал в Париже на митинге, организованном Лигой Борьбы за Амнистию Политических заключенных. Выступил с докладом о Польше перед французскими парламентариями-коммунистами, выступал тогда также в Брюсселе. Известен был как Сохацкий. В 1928—1930 жил в Берлине. В 1928—1929 — член Политбюро ЦК КП Западной Украины. С 1929 член Политбюро ЦК КПП. В 1930—1932 представитель польской компартии в Коминтерне. С 1931 — кандидат в члены Президиума Секретариата Исполкома Коминтерна. В СССР жил под фамилией Братковский. С 1932 — редактор выходившего в Москве журнала «Z pola walki».
13 августа 1933 года был арестован (ордер на арест выписан 15 августа). Не подписал никаких протоколов. 4 сентября во внутренней тюрьме на Лубянке совершил самоубийство, в кармане его пиджака нашли написанную кровью предсмертную записку, в которой он отвергал предъявленные ему обвинения. Вдова узнала о его гибели год спустя, добившись встречи с прокурором Р. Катаняном, приезжавшим на место события. Реабилитирован посмертно в ноябре 1957.
С 1959 Ежи Чешейко-Сохацкий присутствует во всех польских энциклопедиях, но во многих фигурирует как Sochacki-Czeszejko (Сохацкий-Чешейко). Дочь — Астафьева, Наталья Георгиевна.
Старший брат Ежи Чешейко-Сохацкого, Стефан (1891—1934), участник революционного движения со школьных лет, в 1913 сослан в Сибирь (его упоминает как ссыльного в книге «Записки большевика» О. Пятницкий). В 1917 избран в Учредительное собрание по списку большевиков. В 1920-х был директором Самарского института зерновых культур, затем недолго директором Польского педагогического института в Киеве, в марте 1933 вернулся в Самару. В августе 1933 арестован, 1 июня 1934 расстрелян в Москве, посмертно реабилитирован в 1958. (Краткие сведения о нем см. в газете «Вечерняя Москва» 29 января 1991, с.4).
Тадеуш Чешейко-Сохацкий (1895—1940) стал польским офицером, капитаном артиллерии, со старшими братьями, Стефаном и Ежи, не общался. В 1939 — в лагере польских военнопленных в Старобельске. Расстрелян в Харькове в апреле 1940.